# Phan Chu Trinh (phường)
Phan Chu Trinh là một phường nằm ở phía nam quận Hoàn Kiếm, thành phố Hà Nội, Việt Nam.
Phường Phan Chu Trinh có diện tích 0,42 km², dân số năm 1999 là 7.168 người, mật độ dân số đạt 17.067 người/km².

## Địa giới
- Phía bắc giáp phường Tràng Tiền
- Phía tây giáp phường Hàng Bài
- Phía đông giáp phường Chương Dương với ranh giới là đường Trần Khánh Dư
- Phía nam giáp phường Bạch Đằng và phường Phạm Đình Hổ thuộc quận Hai Bà Trưng với ranh giới là phố Trần Hưng Đạo và phố Hàn Thuyên.

## Đường phố
- Đặng Thái Thân
- Đinh Công Tráng
- Hàm Long
- Lê Thánh Tông
- Lý Thường Kiệt
- Nguyễn Khắc Cần
- Phạm Ngũ Lão
- Phạm Sư Mạnh
- Phan Chu Trinh
- Phan Huy Chú
- Trần Hưng Đạo
- Trần Khánh Dư